# Jorge Capitanich

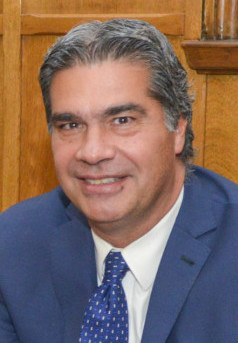
Jorge Capitanich (2019)

Jorge Milton Capitanich (* 28. November 1964 in Presidencia Roque Sáenz Peña, Provinz Chaco) ist ein argentinischer Politiker (Partido Justicialista).

## Familie und Ausbildung
Jorge Capitanich wurde in der Provinz Chaco in einer Familie montenegrinischer Einwanderer geboren. Er studierte Wirtschaftswissenschaften und Politikwissenschaften an der ESEADE in Buenos Aires und absolvierte ein Postgraduiertenstudium in Verwaltungswissenschaften an der privaten Universidad de Belgrano (Buenos Aires). Er hatte Lehraufträge an mehreren Universitäten, unter anderem der Universidad de Buenos Aires.

## Politische Karriere
Von 2001 bis 2007 war Capitanich Senator als Vertreter der Provinz Chaco. Während der politischen Instabilität kurz nach der argentinischen Wirtschaftskrise war er zunächst für zwei Tage im Dezember 2001 Wirtschaftsminister im Kabinett des Interimspräsidenten Ramón Puerta. Kurz danach, von Januar bis Mai 2002, war er kurzzeitig Kabinettschef des Präsidenten Eduardo Duhalde. Bei der Präsidentschaftswahl 2003 war er einer der ersten prominenten Fürsprecher für den später siegreichen Néstor Kirchner.
2007 wurde Capitanich für das mehrheitlich peronistische Bündnis Frente Chaco Merece Más erstmals zum Gouverneur der Provinz Chaco gewählt. Er investierte vor allem in soziale Dienste wie Krankenhäuser und Maßnahmen zur Reduzierung der Kindersterblichkeit sowie in Infrastruktur in seiner überdurchschnittlich armen Provinz. 2011 wurde er mit mehr als 66 % für weitere vier Jahre gewählt. Bereits 2013 trat er jedoch sein Amt an Bacileff Ivanoff ab, um Kabinettschef der Präsidentin Cristina Fernández de Kirchner zu werden. Im Februar 2015, ein paar Monate vor der Präsidentschaftswahl, wurde Capitanich durch Aníbal Fernández als Kabinettschef abgelöst. Im September 2015 wurde er Bürgermeister der Provinzhauptstadt Resistencia (Chaco). Dieses Amt hatte er bis 2019 inne.
Im Dezember 2019 wurde er mit 45 % der Stimmen zum dritten Mal zum Gouverneur der Provinz Chaco gewählt. Im Jahr 2023 scheiterte seine Kandidatur für eine vierte Amtszeit. Er unterlag in der Wahl gegen Leandro Zdero (Juntos por el Cambio).

## Politische Einschätzung
Capitanich galt als Vertrauter Néstor Kirchners und Unterstützer des Kirchnerismus.